# Recopa de Europa de baloncesto 1983-84
La Recopa de Europa de Baloncesto 1983-84 fue la decimoctava edición de esta competición organizada por la FIBA que reunía a los campeones de las ediciones de copa de los países europeos. Tomaron parte 24 equipos, cinco más que en la edición precedente, proclamándose campeón el equipo español del Real Madrid, que lograba así su primer título en la competición. La final, en la que derrotó al Simac Milano se jugó en la localidad belga de Ostende.

## Participantes
| Italia              | 2 | Simac Milano Scavolini Pesaro |
| Austria             | 1 | Landys&Gyr Wien               |
| Bélgica             | 1 | Maccabi Brussels              |
| Bulgaria            | 1 | Levski-Spartak                |
| Chipre              | 1 | Achilleas                     |
| Checoslovaquia      | 1 | Rudá hvězda Pardubice         |
| Dinamarca           | 1 | BMS                           |
| Egipto              | 1 | Al-Zamalek                    |
| Inglaterra          | 1 | Solent Stars                  |
| Finlandia           | 1 | Turun NMKY                    |
| Francia             | 1 | Monaco                        |
| Grecia              | 1 | Panathinaikos                 |
| Hungría             | 1 | Soproni MAFC                  |
| Israel              | 1 | Hapoel Tel Aviv               |
| Países Bajos        | 1 | Hatrans Haaksbergen           |
| Portugal            | 1 | Queluz Pioneer                |
| Rumania             | 1 | Steaua București              |
| España              | 1 | Real Madrid                   |
| Suecia              | 1 | Hageby                        |
| Suiza               | 1 | Vevey                         |
| Turquía             | 1 | Fenerbahçe                    |
| Alemania Occidental | 1 | Saturn Köln                   |
| Yugoslavia          | 1 | Cibona                        |

## Primera ronda
| Equipo 1              | Agr.    | Equipo 2            | Ida    | Vuelta |
| --------------------- | ------- | ------------------- | ------ | ------ |
| Fenerbahçe            | 146–150 | Steaua București    | 81–67  | 65–83  |
| BMS                   | 169–213 | Cibona              | 81–102 | 88–111 |
| Rudá hvězda Pardubice | 185–166 | Queluz Pioneer      | 122–76 | 63–90  |
| Solent Stars          | 173–154 | Hatrans Haaksbergen | 78–71  | 95–83  |
| Maccabi Brussels      | 163–135 | Hapoel Tel Aviv     | 86–72  | 77–63  |
| Saturn Köln           | 303–102 | Achilleas           | 162–44 | 141–58 |
| Hageby                | 157–160 | Monaco              | 60–61  | 97–99  |
| Al-Zamalek            | 0–4*    | Landys&Gyr Wien     | 0–2    | 0–2    |
| Levski-Spartak        | 152–169 | Panathinaikos       | 73–81  | 79–88  |
| Vevey                 | 204–159 | Soproni MAFC        | 107–69 | 97–90  |

*Al-Zamalek se retiró antes del partido de ida, y el Landys&Gyr Wien recibió un marcador de 2-0 en ambos partidos.

## Segunda ronda
| Equipo 1              | Agr.    | Equipo 2         | Ida    | Vuelta |
| --------------------- | ------- | ---------------- | ------ | ------ |
| Steaua București      | 166–175 | Cibona           | 82–82  | 84–93  |
| Rudá hvězda Pardubice | 178–176 | Turun NMKY       | 87–89  | 91–87  |
| Solent Stars          | 153–119 | Maccabi Brussels | 88–58  | 65–61  |
| Saturn Köln           | 177–143 | Monaco           | 108–83 | 69–60  |
| Landys&Gyr Wien       | 137–145 | Panathinaikos    | 83–79  | 54–66  |
| Vevey                 | 156–186 | Simac Milano     | 71–88  | 85–98  |

Clasificados automáticamente para la fase de cuartos de final
- Scavolini Pesaro (defensor del título)
- Real Madrid

## Cuartos de final
Los cuartos de final se jugaron con un sistema de todos contra todos, divididos en dos grupos.
|  | Clasificados para semifinales |

|    | Equipo       | PJ | Pts | G | P | PF  | PC  | Dif. |
| -- | ------------ | -- | --- | - | - | --- | --- | ---- |
| 1. | Simac Milano | 6  | 9   | 3 | 3 | 466 | 449 | +17  |
| 2. | Cibona       | 6  | 9   | 3 | 3 | 495 | 486 | +9   |
| 3. | Saturn Köln  | 6  | 9   | 3 | 3 | 476 | 480 | -4   |
| 4. | Solent Stars | 6  | 9   | 3 | 3 | 439 | 461 | -22  |

|    | Equipo                | PJ | Pts | G | P | PF  | PC  | Dif. |
| -- | --------------------- | -- | --- | - | - | --- | --- | ---- |
| 1. | Real Madrid           | 6  | 11  | 5 | 1 | 593 | 480 | +113 |
| 2. | Scavolini Pesaro      | 6  | 9   | 3 | 3 | 537 | 515 | +22  |
| 3. | Panathinaikos         | 6  | 8   | 2 | 4 | 500 | 536 | -36  |
| 4. | Rudá hvězda Pardubice | 6  | 8   | 2 | 4 | 480 | 579 | -99  |

## Semifinales
| Equipo 1         | Agr.    | Equipo 2     | Ida   | Vuelta |
| ---------------- | ------- | ------------ | ----- | ------ |
| Scavolini Pesaro | 156–168 | Simac Milano | 76–78 | 80–90  |
| Cibona           | 169–185 | Real Madrid  | 89–91 | 80–94  |

## Final
14 de marzo, Stedelijk Sportcentrum, Ostende
| Equipo 1    | Resultado | Equipo 2     |
| ----------- | --------- | ------------ |
| Real Madrid | 82–81     | Simac Milano |

| 14 de marzo de 1984 | Real Madrid                                                                | 82–81                | Simac Milano                                                                        | |  |
|                     | Parciales: 34-38, 48-43                                                    |                      |                                                                                     | |  |
|                     | Estadísticas Brian Jackson, 27 Wayne Robinson, 11 Juan Antonio Corbalán, 5 | Reporte Pts Reb Asts | Estadísticas Roberto Premier, 27 Dino Meneghin, Roberto Premier, 4 Mike D'Antoni, 3 | Pabellón: Stedelijk Sportcentrum, Ostende Asistencia: 2.500 espectadores Árbitros: Alan Richardson (ENG), Radoslav Petrovic (YUG) |  |

| Campeón de la Recopa de Europa 1983–84 |
| -------------------------------------- |
| Real Madrid 1.er título                |